# Taganaan
Taganaan ([taɣaˈnaan] en español) es un municipio filipino sin categoría, situado en la parte nordeste de la isla de Mindanao. Forma parte de la provincia de Surigao del Norte situada en la Región Administrativa de Caraga, también denominada Región XIII. Para las elecciones está encuadrado en el Segundo Distrito Electoral.

## Geografía
Municipio situado 14 km al sureste de la ciudad de Surigao,  capital de la provincia. Ribereño del mar de Filipinas cerrando por el sur el canal de Gutuán.
Su término se extiende por la isla de Mindanao incluyendo la parte norte de la isla de Masapelid, barrios de Fabio de Masapelid (Bingag), Caguilán y Patiño. También comprende las islas de Guntuán (Hinatuan Island), barrio de San José;  Talavera, barrio del mismo nombre; Lamagón, Maanoc, Panag y Condoha, barrios de Opong; Cobetón, barrio de Himamaug;  y las islas de Tinago, Grande y Pequeña, ambas del barrio de Banbán. 
Entre Gutuán y Talavera se encuentra la pequeña isla de Banog Banog.
El islote de Opong se encuentra entre la costa del barrio de Himamaug y la isla de Condona.
Los islotes de Lamagóm se encuentra al norte de la isla del mismo nombre y al oeste de Isla de Bilabid perteneciente al barrio de Manjagao.
El estrecho de Banug separa la isla de Talavera de la de Gutuán, mientras que el canal de Masapelid separa la isla del mismo nombre de las de Condona, Maanoc y las Tinago, sirviendo de acceso por mar a la Población.
La bahía de Cagutsán queda enmarcada por islas de Talavera y de Masapelid. Al oeste de las islas de Lamagón y Maanoc se abre la bahía de Panag que cierar en Cobetón y el barrio de Nabago ya en la isla de Mindanao, término de la ciudad de Surigao.

### Barangayes
El municipio de Taganaan se divide, a los efectos administrativos, en 14 barangayes o barrios, conforme a la siguiente relación:
| - Aurora (Población) - Azucena (Población) - Banbán - Caguilán (Cawilan) | - Fabio - Himamaug - Laurel - Libas de Abajo (Lower Libas) | - Opong - Patiño - Sampaguita (Población) | - Talavera - Unión - Libas de Arriba (Upper Libas) |

## Historia
Los primeros pobladores, escondiéndose de los ataques de los piratas moros entre los años de 1650 y 1780), habitaron la zona llamada Embaracadero en la desembocadura del río Mangagao. Por esa razón la zona se llamaba Tago-anan, lo que significa un lugar donde esconderse. Tagana-an proviene de la palabra Tagana, que significa en reserva.
En 1512 llegan los portugueses de Francisco Serrano,  9 años antes que Fernando de Magallanes que lo hizo en 1521.  García Jofre de Loaisa y Sebastián del Cano llegan en  1526, Álvaro de Saavedra en 1528, Juan Pinto en 1534, y Miguel López de Legazpi en 1567.
Estos marineros desembarcaban en Isla Mahaba, tal como figura en el mapa del Padre Pedro Murillo Velarde. También desembarcaron en Surigao y en las vecinas islas de Nonoc y Grande de Bucas.

### El municipio
En 1876 se crea este municipio, siendo su primer Capitán Miguel Alfon.
El primer cura párroco fue el jesuita Jaime Plana, quien celebró la primera fiesta del pueblo el 16 de julio de 1877, en honor a Nuestra Señora del Monte Carmelo.
En 1903 durante la ocupación estadounidense de Filipinas una epidemia azotó la zona de Surigao-Caraga. Muchas personas de entre las afectadas ae negaron a volver a Taganaan que entonces vuelve a ser un barrio de Placer de Surigao.
31 años más tarde, el 22 de junio de 1947, Taganaan recupera su condición de municipio: los barrios de Tagana-an, Banban, Talavera y Opong, y los sitios de Libas, Cawilan, Dijo y Himana-ug, se separan del municipio de Placer, y constituyeron en el municipio de Tagana-an en la provincia de Surigao.